# Dolní Slezsko (provincie)
Provincie Dolní Slezsko (německy: Provinz Niederschlesien, slezskoněmecky: Provinz Niederschläsing, polsky: Prowincja Dolny Śląsk, slezsky: Prowincyjŏ Dolny Ślůnsk) byla pruská provincie, která vznikla z usnesení pruského zemského sněmu 14. října 1919 na území Slezska s hlavním městem ve Vrastislavi. Vedle Slezska se jednalo ještě o území Lužice a Kladska. Provincie měla rozlohu 26 615 km² a v roce 1925 tu žilo asi 3 126 000 lidí. Region byl rozdělen na dva vládní obvody (Regierungsbezirke) a to Vratislavský a Lehnický. 21. března 1938 byla provincie spojena s provincií Horní Slezsko na znovuvzniklou provincii Pruské Slezsko. Ta se v roce 1941 znovu rozdělila na Dolní a Horní Slezsko. Nakonec zanikla na konci druhé světové války v roce 1945, kdy území východně od řeky Lužická Nisa připadlo Polsku a zbývající část německým státům (Sasku a Braniborsku).
Za zmínku stojí československo-polský spor o Kladsko v květnu 1945, kdy československá vláda obdržela žádost dvanácti kladských obcí s českým obyvatelstvem o obsazení území československou armádou. Kladsko obsazeno nebylo a česká menšina byla stejně jako německá odsunuta.